# Малекторович Вікторія Володимирівна
Малекторович Вікторія Володимирівна — акторка театру і кіно.
Народилася 11 лютого 1972 р. в Єнакієвому Донецької обл. Закінчила Київський інститут театрального мистецтва ім. І. Карпенка-Карого (1993).
Член Національної спілки кінематографістів України.

## Фільмографія
Знялась у фільмах:
- «Царівна» (1994, т/с) за Ольгою Кобилянською
- «Острів любові» (новели «Острів любові», «Блуд» «Поєдинок»)
- «Сьомий маршрут» (1997)
- «Русалонька» (1997, Приз «За найкращу жіночу роль» III Міжнародного кінофестивалю «Бригантина», Бердянськ)
- «Два місяці, три сонця»
- «Дві Юлії» (1998)
- «Усім привіт!» (1999)
- «Нескорений» (2000)
- «День народження Буржуя — 2» (2002)
- «Блакитний місяць» (2002)
- «Дух землі» (2003, т/с)
- «Люблю тебе до смерті» (2007)
- «Доярка з Хацапетівки 2: Виклик долі» (2008)
- «Балада про бомбера» (2011)
- «Універ: Нова общага» (2012 — донині, т/с)